# 412 Food Rescue
A 412 Food Rescue é uma organização sem fins lucrativos sediada em Pittsburgh, Pensilvânia, EUA, dedicada a acabar com a fome organizando voluntários para entregar excedentes de alimentos a comunidades inseguras em vez de aterros sanitários. Desde a sua criação em 2015, a organização redistribuiu mais de 1.360.000 quilos de alimentos através da utilização da sua aplicação móvel, Food Rescue Hero. A ONG está atualmente a implementar a aplicação em todo o país e no Canadá.

## Estratégia de Reutilização de Alimentos
A 412 Food Rescue depende principalmente dos esforços de voluntários para transportar e entregar os alimentos de forma imediata. O seu modelo de distribuição de alimentos junta uma das suas 450 organizações doadoras, muitas vezes supermercados e restaurantes, com outros parceiros sem fins lucrativos, para que os alimentos possam ser levados a indivíduos que sofrem de insegurança alimentar.
Os voluntários são notificados sobre as coletas e entregas a serem feitas por meio da aplicação Food Rescue Hero. Como tal, o 412 Food Rescue não mantém um inventário nem armazena alimentos em armazéns. Obtém produtos frescos e saudáveis que são imediatamente entregues por um voluntário a uma organização sem fins lucrativos que os distribui a destinatários em situação de insegurança alimentar.

## História

### Começo
A organização foi fundada por Leah Lizarondo e Gisele Barreto Fetterman em março de 2015. Lizarondo foi inspirada pela Free Store, uma loja de roupas gratuita em Braddock administrada pela cofundadora Fetterman. A Free Stores recolhe os excedentes de mercadorias e distribui-os gratuitamente a quem precisa.
Na época da fundação, a insegurança alimentar afetava 14,2% de Pittsburgh. No entanto, cerca de 31% dos alimentos produzidos iam diretamente para aterros sanitários. As duas concentraram os seus esforços na resolução destes dois problemas, desenvolvendo um meio de levar alimentos a quem precisa. Inicialmente, a 412 Food Rescue utilizou a plataforma de rede social Facebook para recrutar voluntários para transportar alimentos entre doadores e destinatários. A organização cresceu e mudou da plataforma de rede social para a sua própria aplicação.

### Impacto
A 412 Food Rescue praticamente eliminou os encaminhamentos de emergência, reduzindo-os de 5 a 7 por mês para 0, segundo os relatórios oficiais. A organização tem uma taxa de sucesso de 98 a 99 por cento na coleta e entrega de alimentos. A organização ajudou funcionários federais licenciados durante a paralisação do governo em 2019, criando centros de distribuição de alimentos.

## Programas

### Aplicação Food Rescue Hero
A dependência da 412 Food Rescue nos esforços de milhares de voluntários é possível graças a uma aplicação lançada pela organização em novembro de 2016, denominada Food Rescue Hero, que está disponível na Google Play Store e na iTunes App Store. Mais de 7.000 pessoas transferiram e registaram-se na aplicação móvel.
Um voluntário que seja um utilizador registado da aplicação receberá um alerta sempre que um possível doador desejar doar. Detalhes, incluindo a comida, a quantidade e a distância, são disponibilizados ao voluntário, que fornece o seu próprio veículo para buscar a comida e entregá-la à organização sem fins lucrativos que a recebe. O algoritmo da aplicação faz a correspondência entre o alimento disponível e um destinatário adequado.

### Hidden Harvest
A Hidden Harvest recupera frutas frescas de árvores, pomares e quintas não colhidas pela cidade. Um mapa é elaborado coletivamente destacando os locais para coletar amoras, amoras silvestres, etc. A maioria dessas frutas são maçãs que são doadas a organizações parceiras. Uma parte substancial dessas frutas não pode mais ser consumida como alimento, o que levou a uma iniciativa com a Wigle Whiskey, onde as maçãs coletadas são transformadas em pommeau.

### UglyCSA
O programa UglyCSA permite que os consumidores comprem produtos frescos que não atendem aos padrões cosméticos.

## Prémios
A organização e os seus fundadores ganharam amplo reconhecimento pelos seus esforços. Leah Lizarondo, CEO e cofundadora da organização, recebeu muitos prémios, incluindo: homenageada do Pittsburgh Smart 50 de 2018 e prémio Impact, Smart Business' Person to Watch 2017, Jekko's Pittsburgh Personality You Should Know 2016, e Pittsburghers of the Year do Pittsburgh City Paper. A 412 Food Rescue ganhou o segundo lugar e US$ 110.000 no UpPrize de 2017, um desafio de inovação social. Também foi reconhecida como um dos 50 maiores inovadores tecnológicos da região pelo Conselho de Tecnologia de Pittsburgh.